# 亚碳酸根
亚碳酸根（英語：Carbonite，化学式：CO2−
2，系統命名法：λ2-methanebis(olate)及dioxidocarbonate(2-)）是一种双自由基無機阴离子，IUPAC名为二氧化亚甲基卡宾。它是假設性的亚碳酸(H
2CO
2)的共轭碱。因为它是双自由基，所以不可能存在于溶液中，而是被水氧化成碳酸。该反应放热并使碳酸分解为二氧化碳和水。这中假想的离子可用于解释二氧化铈吸收一氧化碳的机理。